# دیان لوورن
دیان لوورن (کرواتی: Dejan Lovren؛ زاده ۵ ژوئیهٔ ۱۹۸۹) بازیکن فوتبال اهل کرواسی است که برای باشگاه فوتبال پائوک یونان بازی می‌کند.
از افتخارات شاخص فوتبالی او میتوان به نایب قهرمانی در جام جهانی و لیگ قهرمانان اروپا را نام برد.او برادر بزرگتر داور لوورن است.

## آمار ملی

### بازی‌های ملی
| کرواسی | کرواسی | کرواسی | کرواسی |
| سال    | بازی   | گل     | پاس گل |
| ------ | ------ | ------ | ------ |
| ۲۰۰۹   | ۲      | ۰      | ۰      |
| ۲۰۱۰   | ۳      | ۰      | ۰      |
| ۲۰۱۱   | ۸      | ۱      | ۰      |
| ۲۰۱۲   | ۱      | ۰      | ۰      |
| ۲۰۱۳   | ۹      | ۱      | ۰      |
| ۲۰۱۴   | ۷      | ۰      | ۰      |
| ۲۰۱۶   | ۱      | ۰      | ۰      |
| ۲۰۱۷   | ۶      | ۰      | ۰      |
| ۲۰۱۸   | ۱۳     | ۰      | ۰      |
| ۲۰۱۹   | ۷      | ۱      | ۰      |
| ۲۰۲۰   | ۵      | ۱      | ۰      |
| ۲۰۲۱   | ۸      | ۰      | ۰      |
| ۲۰۲۲   | ۸      | ۱      | ۱      |
| مجموع  | ۷۸     | ۵      | ۱      |

### گل‌های ملی
| شماره | تاریخ           | میزبان     | بازی ملی | حریف    | نتیجه | رقابت                         |
| ----- | --------------- | ---------- | -------- | ------- | ----- | ----------------------------- |
| ۱     | ۲ سپتامبر ۲۰۱۱  | تاکالی     | ۱۰       | مالت    | ۳–۱   | مقدماتی جام ملت‌های اروپا ۲۰۱۲ |
| ۲     | ۲۶ مارس ۲۰۱۳    | سوانزی     | ۱۷       | ولز     | ۲–۱   | مقدماتی جام جهانی ۲۰۱۴        |
| ۳     | ۶ سپتامبر ۲۰۱۹  | براتیسلاوا | ۵۴       | اسلواکی | ۴–۰   | مقدماتی جام ملت‌های اروپا ۲۰۲۰ |
| ۴     | ۸ سپتامبر ۲۰۲۰  | سن-دنی     | ۵۹       | فرانسه  | ۲–۴   | لیگ ملت‌های اروپا ۲۱–۲۰۲۰      |
| ۵     | ۲۵ سپتامبر ۲۰۲۲ | وین        | ۷۱       | اتریش   | ۳–۱   | لیگ ملت‌های اروپا ۲۳–۲۰۲۲      |